# Narcisco Suárez
Narcisco Suárez, född den 18 juli 1960 i Valladolid, Spanien, är en spansk kanotist.
Han tog OS-brons i C-2 500 meter i samband med de olympiska kanottävlingarna 1984 i Los Angeles.